# Ludvig Holstein-Ledreborg
Ludvig Holstein-Ledreborg Comte de Ledreborg, né le 10 juin 1839 et mort le 1er mars 1912 à Ledreborg, est un homme d'État danois. Il est Premier ministre d'août à octobre 1909.

## Biographie
Fils d'un propriétaire terrien il se convertit au catholicisme en 1867. Il est élu député de la première chambre (Folketing) du Parlement de 1872 à 1890. Conservateur indépendant à ses débuts, il adhère au parti libéral Venstre en 1875. Ayant échoué à trouver un accord politique avec la droite il démissionne en octobre 1909.

## Source
- Alastair Thomas The A to Z of Denmark 2009 Scarecrowpress p. 224